# Бикова глава (филм)
Бикова глава (хол. Rundskop) белгијски је криминалистички филм из 2011. који је написао и режирао Михаел Р. Роскам (хол. Michaël R. Roskam), а главну улогу тумачи Матјас Схунартс (хол. Matthias Schoenaerts). Прича говори о младом лимбуршком сточном фармеру Жакију Ванмарсенилу (хол. Jacky Vanmarsenille) и његовој спрези са мафијом која убризгава стоку нелегалним хормонима.
Филм је био номинован за „Оскара” у категорији најбољи филм на страном језику 2012. године, али је награда ипак припала иранском филму Развод.